# SAV Vacallo Basket
Le SAV Vacallo Basket est un club suisse de basket-ball, basé dans la ville de Vacallo.

## Palmarès
- Champion de Suisse : 2009

- Vainqueur de la Coupe de Suisse : 1999, 2000, 2008, 2009

## Joueurs et personnalités du club

### Entraîneurs
- 1998-2000 :  Franco Casalini
- 2006-2013 :  Rodrigo Pastore
- 2018-déc. 2021 :  Dario Frasisti
- 2022 :  Maurizio Mazzetto
- 2022-2024 :  Walter Bernasconi
- 2024- :  Marco Rota

### Joueurs emblématique
- Nikola Dačević
- John Hatch
- Michaíl Kakioúzis
- Roberto Kovac
- Igor Kurasov
- Haris Mujezinović